# La Chanson du printemps
Pour plus de détails, voir Fiche technique et Distribution.
La Chanson du printemps, également connu sous le titre Séductrice (Canzone di primavera), est un drame sentimental italien sorti en 1951.

## Synopsis
Rosetta, nièce de Pippo, propriétaire de la trattoria sur l'îlot du Tibre, est amoureuse de Mario, un jeune compositeur. Mais l'oncle Pippo veut que Rosetta se fiance avec le fils d'un armateur génois. L'amour entre Rosetta et Mario est défendu par un autre couple de fiancés, Nino, son ami, et Maria, son amie. Nino, qui joue le rôle de cicérone, présente Mario à deux actrices américaines venues tourner un film en Italie. Evi, l'une des actrices, apprécie le musicien et aimerait l'aider à faire son chemin. Rosetta, jalouse, réagit en se laissant courtiser par le fils de l'armateur lors d'une soirée.
Mario, s'estimant trahi, décide de partir avec Evi pour l'Amérique. Rosetta, Nino et Maria, tentent de convaincre Mario que l'intérêt d'Evi pour lui est passager, mais il se rebelle et maltraite Rosetta qui, désespérée, se jette dans le Tibre, mais elle est sauvée in extremis. Mario, voyant l'incohérence des sentiments d'Evi et ému par le geste de Rosetta, revient vers elle pour lui demander pardon.

## Fiche technique
- Titre français : La Chanson du printemps ou Séductrice[1]
- Titre original : Canzone di primavera[2],[3]
- Réalisation : Mario Costa
- Scénario : Mario Costa, Fulvio Palmieri (it), Paolo Salviucci
- Photographie : Mario Bava
- Montage : Otello Colangeli
- Musique : Carlo Innocenzi
- Décors : Alberto Boccianti (it)
- Production : Matteo Jankolovicz, Cesare Torri
- Société de production : Zeus Film
- Pays de production :  Italie
- Langues originales : italien
- Format : Noir et blanc - 1,37:1 - Son mono - 35 mm
- Genre : drame sentimental
- Durée : 89 minutes
- Dates de sortie :
  - Italie : 13 mars 1951
  - France : 21 mars 1952

## Distribution
- Leonardo Cortese : Mario
- Delia Scala : Rosetta
- Aroldo Tieri : Nino
- Laura Gore : Maria
- Paola Borboni : Lidia
- Ludmilla Dudarova : Elena
- Tamara Lees : Evi
- Checco Durante : Pippo
- Dante Maggio : Gigietto
- Lauro Gazzolo : Parodi
- Jone Morino : Fanny
- Vittorio Sanipoli : Max
- Piero Lulli : Ugo
- Claudio Villa : lui-même
- Franco Coop :
- Arturo Bragaglia
- Enrico Luzi
- Enrico Glori
- Gaetano Verna
- Aldo Silvani
- Harry Feist
- Rossana Galli